# Левит, Шимон
Шимон Левит (Семён Абрамович Левит, ивр. שמעון לויט‎; род. 29 сентября 1947, Кишинёв) — израильский физик-ядерщик.
После окончания Ленинградского политехнического института работал инженером-физиком в НИИ онкологии АН МССР в Кишинёве. Преподавал иврит на подпольных курсах в Ленинграде и Вильнюсе, занимался сионистской деятельностью. 
Арестован 10 ноября 1970 года в Кишинёве по обвинению в антисоветской агитации, осуждён на два года исправительно-трудовых лагерей 30 июня 1971 года по ст. 67 ч. 1 и ст. 69 УК МССР. Срок отбывал в Дубравлаге.
В январе 1973 года эмигрировал в Израиль, где поступил в докторантуру Института Вейцмана в Реховоте. В 1977 году защитил докторскую диссертацию. В 1978—1982 годах работал в Массачусетском технологическом институте, затем вернулся в Институт Вейцмана. С 1987 года — профессор.

## Семья
- Мать — Перл (Поля) Соломоновна Левит (в девичестве Рабинович).
- Жена — литератор и художник Роза (Шошана) Левит (в девичестве Коварская).

## Публикации
- Path integrals and semi-classical methods for nuclear heavy ion reactions. Weizmann Institute of Science, 1978.
- Phenomenological analysis of the interacting boson model (с R. L. Hatch). Massachusetts Institute of Technology, Laboratory for Nuclear Science, 1982.
- Potential energy surfaces in the classical limit of the IBM-2 (с A. B. Balantekin и B. R. Barrett). Massachusetts Institute of Technology, Laboratory for Nuclear Science, 1983.
- Semiclassical functional integral methods for few and many-body systems. Massachusetts Institute of Technology, Laboratory for Nuclear Science, 1985.
- Mean field solution of QCD₂in the large N limit (с L. L. Salcedo и John W. Negele). Massachusetts Institute of Technology, Laboratory for Nuclear Science, 1990.